# Заблуждения сердца и ума
«Заблуждения сердца и ума, или Мемуары г-на де Мелькура» (фр. Les Égarements du cœur et de l'esprit ou Mémoires de M. de Meilcour) — роман французского писателя Клода Кребийона-сына, опубликованный в 1736—1738 годах. Считается наиболее значительным произведением этого автора.

## Сюжет
Повествование в романе ведётся от лица Мелькура — молодого человека, оказавшегося в высшем свете и проходящего путь морального развращения. Литературоведы называют его «романом воспитания наизнанку»: место воспитания здесь занимает деградация.

## Восприятие
Роман имел огромный успех у читателей. Ещё при жизни Кребийона его много раз переиздавали, переводили на другие европейские языки. Появились и продолжения — «Новые заблуждения сердца и ума», «Ещё одни заблуждения сердца и ума». Имена героев романа стали нарицательными. Их часто использует Честерфилд в «Письмах к сыну», Мелькуром назвал героя своей поэмы «Письма португальской канониссы» Клод-Жозеф Дора.